# Blue Collar America
Blue Collar America är en svensk dokumentärfilm från 1982 i regi av Anders Ribbsjö, Inger Marklund.
Filmen skildrar några arbetarfamiljer i en förstad till Seattle i USA och spelades in mellan december 1979 och juli 1980. Filmen hade premiär den 16 april 1982 i Stockholm och visades även som en serie i tre delar på Sveriges Television mellan 2 januari och 5 januari 1984.

### Fotnoter
1. 1 2  ”Blue Collar America”. Svensk Filmdatabas. http://sfi.se/sv/svensk-filmdatabas/Item/?itemid=5918&type=MOVIE&iv=Basic&ref=/templates/SwedishFilmSearchResult.aspx?id%3d1225%26epslanguage%3dsv%26searchword%3dblue+collar+america%26type%3dMovieTitle%26match%3dBegin%26page%3d1%26prom%3dFalse. Läst 15 maj 2013.